# Hana Kopáčková
Hana Kopáčková, coniugata Ezrová (26 marzo 1927 – 19 gennaio 2020), è stata una cestista cecoslovacca.
Era la moglie di Josef Ezr.

## Carriera
Con la Cecoslovacchia ha disputato i Campionati mondiali del 1957 e quattro edizioni dei Campionati europei (1950, 1952, 1954, 1956).